# 利物浦約翰摩爾斯大學
利物浦約翰摩爾斯大學是坐落於英國利物浦的一所新大學，其名稱是爲了紀念約翰·摩爾斯，1992年獲大學資格。不過由於其歷史可以追溯至19世紀早期，因此許多建築為喬治亞式或維多利亞式建築。

## 歷史

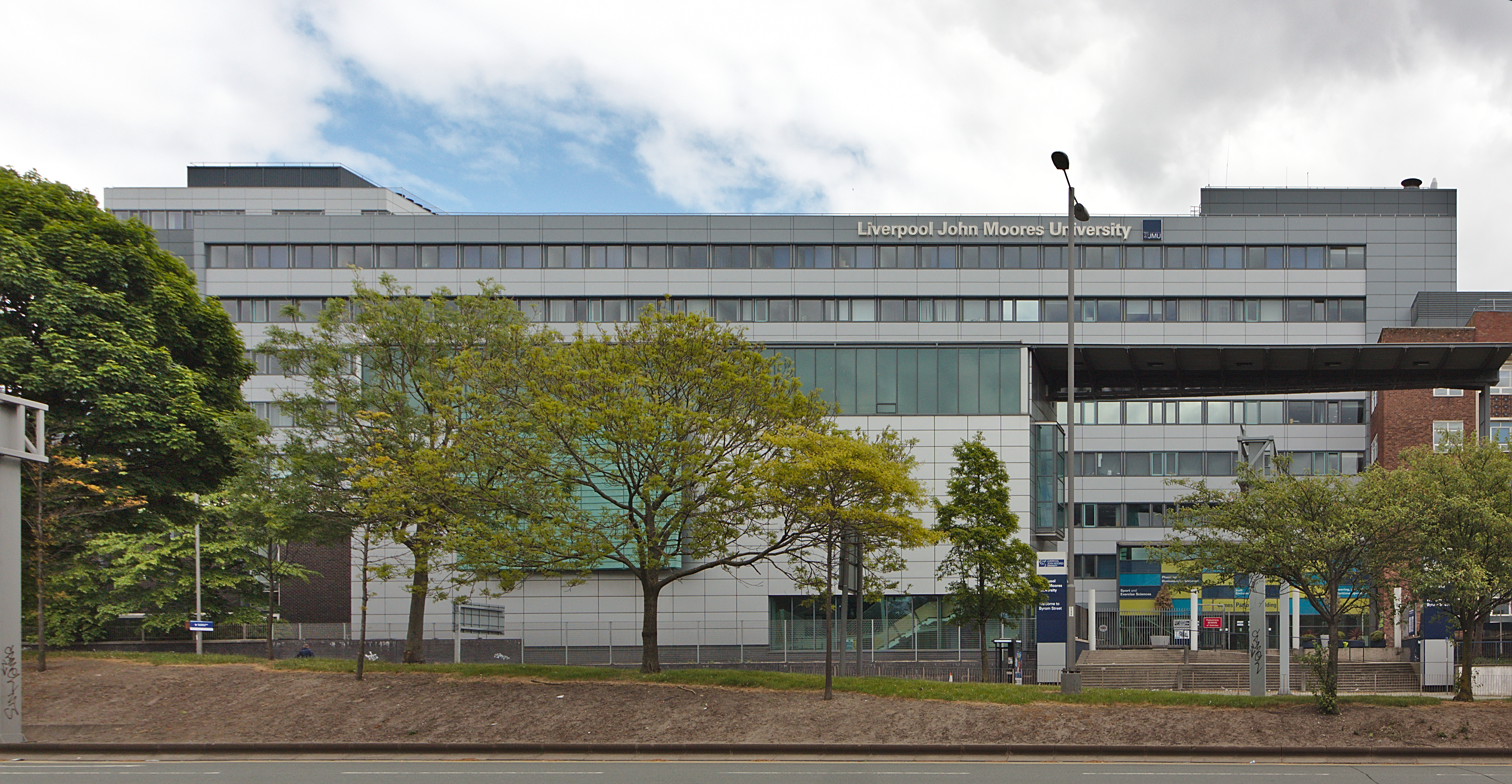
大學內的詹姆斯·帕森斯大廈

利物浦約翰摩爾斯大學的前身是1823年成立的Liverpool Mechanics' School of Arts。該機構後來成為利物浦技校（Liverpool Polytechnic）。
根據1992年繼續和高等教育法案改名為利物浦約翰摩爾斯大學（Liverpool John Moores University），同年9月15日英國樞密院正式承認其資格。
2005年獲女王週年獎。

## 學術

### 科系
該大學有六個系：
商學和法學系

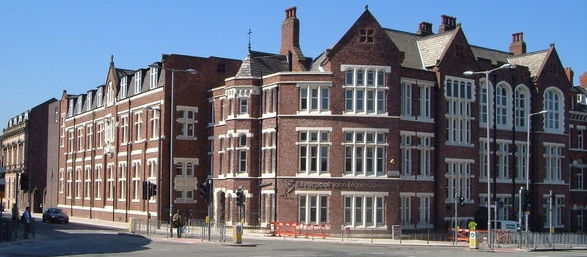
利物浦商學院

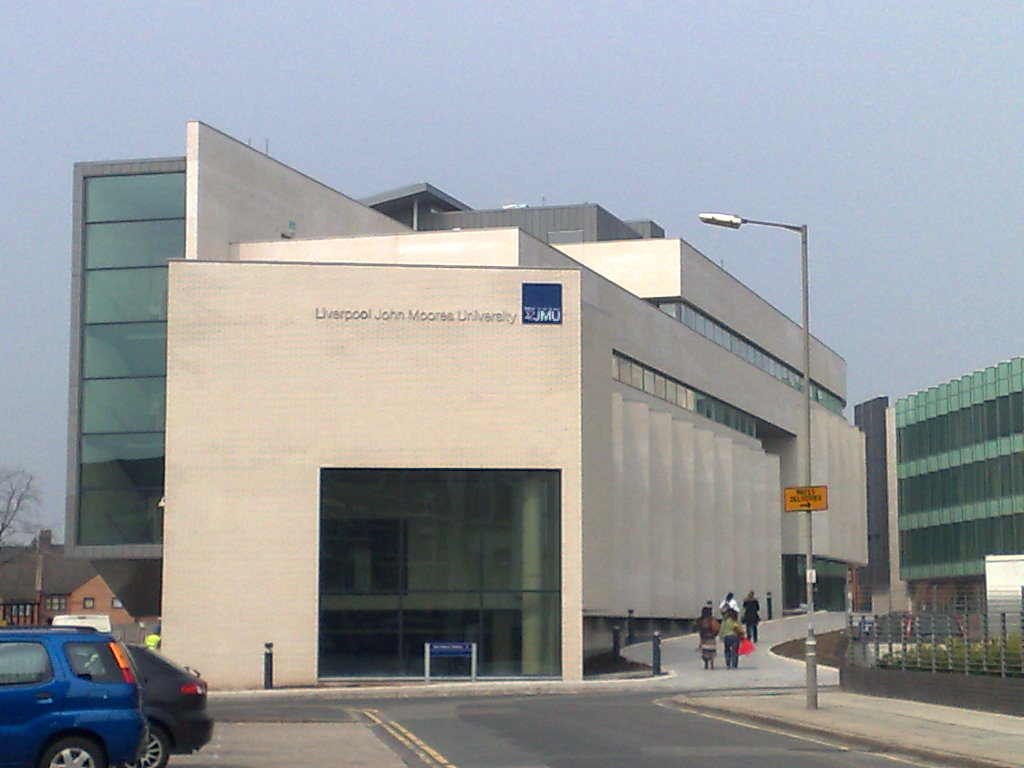
利物浦藝術設計學院

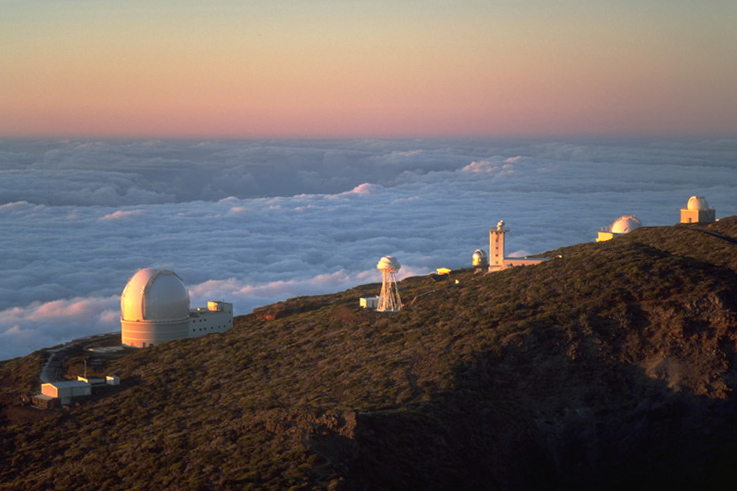
天理物理研究學院的天文望遠鏡

- 利物浦商學院（Liverpool Business School）
- 法學院（School of Law）
- 歐洲企業治理中心（European Centre for Corporate Governance）
- 公共政策研究所（Public Policy Research Institute）

教育、社區和休閒系
健康和應用社會科學系
媒體、藝術和社會科學系
- 國際數字內容中心（International Centre for Digital Content）
- 利物浦藝術和設計學院（Liverpool School of Art and Design）
- 媒體、鑑定和創作藝術學院（School of Media, Critical and Creative Arts）
- 利物浦銀幕學院（Liverpool Screen School）
- 社會科學院（School of Social Science）

理學院
- 運動和運動科學學院（School of Sport and Exercise Sciences）
- 製藥和生物分子學學院（School of Pharmacy and Biomolecular Sciences）
- 自然科學和心理學學院（School of Natural Sciences and Psychology）
- 天理物理研究學院（Astrophysics Research Institute）

技術和環境系
- 建築環境學院（School of the Built Environment）
- 計算機和數理科學學院（School of Computing and Mathematical Sciences）
- 工程、技術和海運操作學院（School of Engineering, Technology and Maritime Operations）
- 一般工程研究院（General Engineering Research Institute）
- 歐洲都會事務研究院（European Institute for Urban Affairs）
- Lairdside Maritime Centre[6]
- 利物浦海事學會（Liverpool Maritime Academy[7]）

### 研究

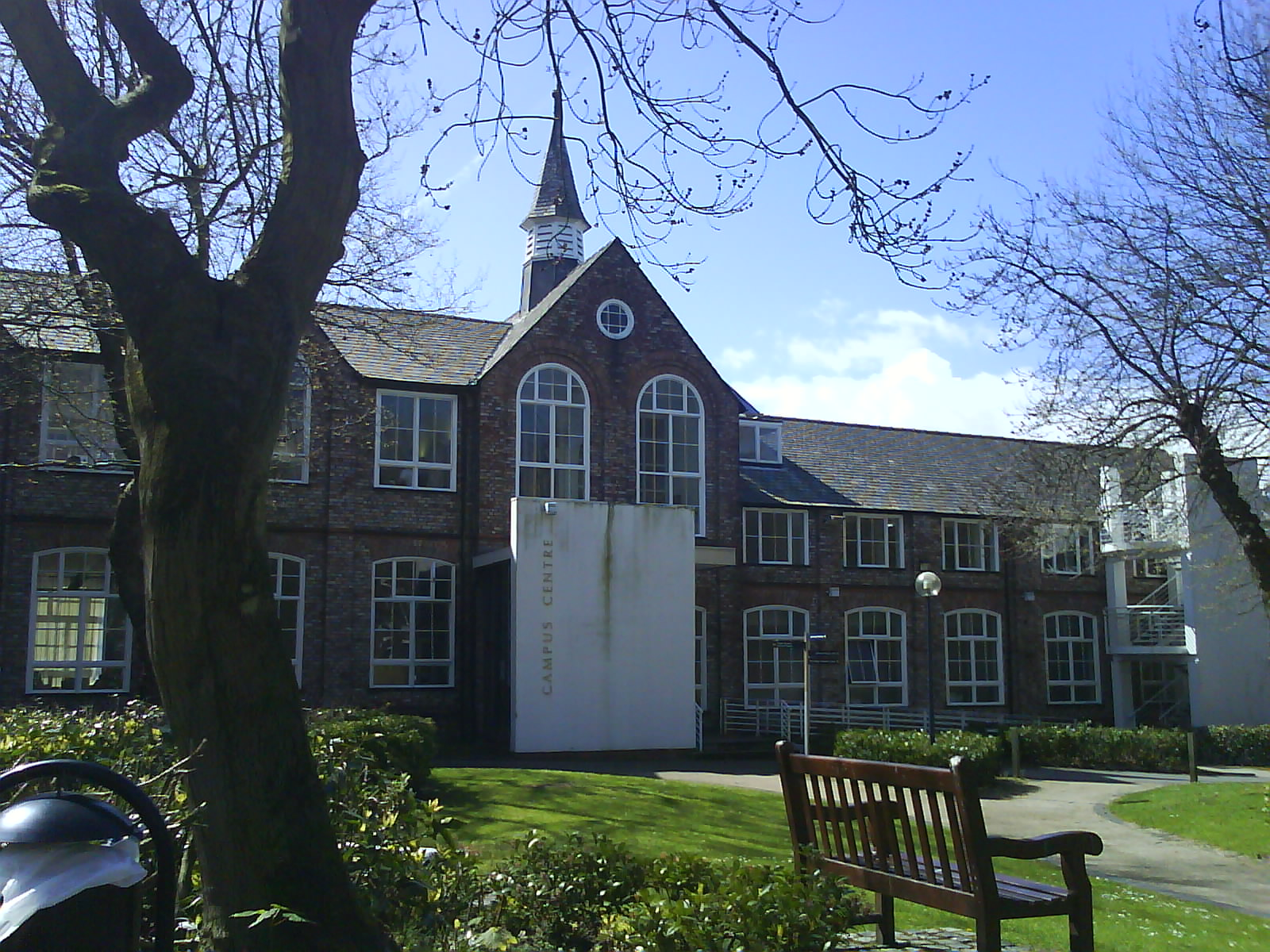
歡喜山校區中心

根據2008年科研評估，該大學70%科目的研究水平都有達到“世界領先”級，全部都有國際優秀研究。整體排名為世界領先（4*），全英排名第68位。
約翰摩爾斯大學的以下科目排在全英前列：
- 運動科學（第四）[9]
- 電器和電氣工程學（第十一）[10]
- 一般工程學（第十二）[11]

### 繪畫獎
約翰摩爾斯繪畫獎是在利物浦步行者畫廊兩年一度頒發的藝術獎。首次頒發於1957年。與此同時該畫廊也會舉辦一場藝術展，這也是利物浦雙年展的一部份。2008年利物浦慶祝入選歐洲文化之都時該藝術展是主要的慶典之一。

### 排名
| 年份                 | 2014   | 2013   | 2012 | 2011 | 2010 | 2009 | 2008 | 2007 | 2006 | 2005 |
| -------------------- | ------ | ------ | ---- | ---- | ---- | ---- | ---- | ---- | ---- | ---- |
| 泰晤士優秀大學指南   |        | 第93位 | 100  | 98   | 99   | 94   | 85   | 83   | 83   | 85   |
| 衛報大學指南         | 第69位 | 98     | 111  | 109  | 112  | 109  | 89   |      |      |      |
| 星期天泰晤士大學指南 |        | 第66位 | 95   | 98   | 89=  | 100  | 75   | 86   | 89   | 77   |
| 完全大學指南         | 第82位 | 90     | 101  | 102  | 104  | 100  | 90   |      |      |      |

## 外部連結
- Liverpool John Moores University（页面存档备份，存于）
- Liverpool Students Union
- Liverpool John Moores University International Study Centre （页面存档备份，存于）